# Nikephorische dynastie
De Nikephorische dynastie was een kort durende dynastie van Byzantijnse keizers tussen 802-813. De stichter was Nikephoros I, die samen met zijn zoon Staurakios regeerde. Beide zullen het leven laten, de een tijdens en de ander kort na de Slag bij Pliska (811) tegen de Bulgaren.
De schoonzoon van Nikephoros, Michaël I Rangabe volgde hen op. Ook hij moest de duimen leggen tegen de Bulgaren tijdens de Slag bij Versinikia (813). Oneervol trad hij af en gaf de scepter door aan zijn generaal en wapenbroeder Leo V.
Leo V (813-820) wordt niet beschouwd als horend bij de Nikephorische dynastie. De Nikephorische dynastie werd opgevolgd door de Amorische dynastie (820-867)
Constantijnen · Valentinianen · Theodosianen · Thraciërs · Justinianen · Heracliden · Syriërs · Nikephoriërs . Amoriërs · Macedoniërs · Lekapenen · Macedoniërs · Komnenen · Doukai · Komnenen · Angeloi · Laskariden · Paleologen · Kantakouzenen · Paleologen